# ドコモ光
ドコモ光（ドコモひかり）とは、家庭向けインターネットのNTT東日本・NTT西日本のフレッツ回線を借りてNTTドコモが提供している光コラボレーションの光回線。
フレッツ光と同じく最大10Gbpsの高速通信が可能。上下最大1Gbps、10Gbpsのインターネット接続サービスのほか、加入電話相当の品質・機能を備えたIP電話サービスや多チャンネルテレビ放送、ビデオ・オン・デマンド（VOD）を提供している。
また、ケーブルテレビ会社の光回線を借りてNTTドコモが提供する「ドコモ光 タイプC」があり、上下最大1Gbps、10Gbpsのインターネット接続サービスを提供しており、ケーブルテレビ会社によっては、自社サービスと組み合わせて割引が受けられる場合がある。

## 対応エリア
NTTフレッツ回線を使用するドコモ光（タイプA・タイプB・単独タイプ）の対応エリアは一部地域を除くが全国。ただし、10Gbpsは一部地域に限られる。提供エリアは、順次拡大予定。2023年2月1日よりNTT西日本のマンション向けプラン提供エリアを拡大している。
東京都で10Gbpsが利用できるエリア
東京都大田区・世田谷区・杉並区・練馬区・板橋区・足立区・葛飾区・江戸川区・目黒区・中野区・品川区・北区・江東区・港区・渋谷区・新宿区・千代田区・台東区・中央区・文京区・豊島区・墨田区・狛江市・調布市・三鷹市など
大阪府で10Gbpsが利用できるエリア
大阪市、東大阪市、八尾市、松原市、藤井寺市、豊中市、堺市、茨木市、吹田市、大東市、門真市　各一部エリア
ケーブルテレビの光回線を使用するドコモ光 タイプCは、各ケーブルテレビの営業エリアとなる（ただし、会社によっては一部エリアとなる場合がある）。

## ドコモ光セット割
ドコモのスマートフォンとドコモ光をセットで契約している場合に、一部のスマホ料金プランに対して割引が行われる。割引額は料金プランやスマホ側のパケット使用量によって異なるため、詳細はドコモのホームページ等を参照。

## 対応プロバイダ
ドコモ光を契約する場合には、NTTドコモ以外にインターネットサービスプロバイダ（ISP）との契約が必要。また、ISPによって料金や特典が変わる。光回線の設備自体に差異はないため、どのISPを選んでもアクセス回線部分の品質は変わらないが、バックボーン回線部分の品質や、ネット接続以外のサービス内容はISPにより異なる。
2025年2月25日現在の対応プロバイダは以下の通り。なお、タイプA・タイプCとタイプBでは月額料金が異なる。
|                | ISP                        |
| -------------- | -------------------------- |
| 1ギガ タイプA  | OCN                        |
| 1ギガ タイプA  | GMOとくとくBB              |
| 1ギガ タイプA  | @nifty                     |
| 1ギガ タイプA  | andline                    |
| 1ギガ タイプA  | hi-ho                      |
| 1ギガ タイプA  | SIS                        |
| 1ギガ タイプA  | BIGLOBE                    |
| 1ギガ タイプA  | BB.excite                  |
| 1ギガ タイプA  | ic-net                     |
| 1ギガ タイプA  | タイガースネットドットコム |
| 1ギガ タイプA  | エディオンネット           |
| 1ギガ タイプA  | シナプス                   |
| 1ギガ タイプA  | 楽天ブロードバンド         |
| 1ギガ タイプA  | DTI                        |
| 1ギガ タイプA  | @ネスク                    |
| 1ギガ タイプA  | TiKiTiKi                   |
| 1ギガ タイプA  | ドコモnet                  |
| 1ギガ タイプA  | ぷらら                     |
| 1ギガタイプB   | @TCOM                      |
| 1ギガタイプB   | TNC                        |
| 1ギガタイプB   | AsahiNet                   |
| 1ギガタイプB   | ちゃんぷる                 |
| 1ギガタイプB   | WAKWAK                     |
| 1ギガタイプB   | OCN                        |
| 10ギガ タイプA | OCN                        |
| 10ギガ タイプA | GMOとくとくBB              |
| 10ギガ タイプA | @nifty                     |
| 10ギガ タイプA | andline                    |
| 10ギガ タイプA | @TCOM                      |
| 10ギガ タイプA | hi-ho                      |
| 10ギガ タイプA | ic-net                     |
| 10ギガ タイプA | ドコモnet                  |
| 10ギガ タイプA | ぷらら                     |
| 10ギガ タイプB | BB.excite                  |
| 10ギガ タイプB | エディオンネット           |
| 10ギガ タイプB | AsahiNet                   |

| ケーブルテレビ会社             | 提供エリア（一部エリアを除く） | 1ギガ タイプC                              | 10ギガ タイプC                      |
| ------------------------------ | --- | ------------------------------------------ | ----------------------------------- |
| ニューメディア                 | 北海道函館市、七飯町、北斗市 山形県米沢市、南陽市、高畠町、川西町 福島県福島市 新潟県新潟市 | 戸建                                       |                                     |
| 秋田ケーブルテレビ             | 秋田県秋田市、潟上市、由利本荘市（旧本荘市エリア） | 戸建                                       |                                     |
| 鹿沼ケーブルテレビ             | 栃木県鹿沼市 | 戸建 マンション                            | 戸建 マンション                     |
| 広域高速ネット二九六           | 千葉県佐倉市、四街道市、酒々井町、富里市、八街市、印西市、栄町、東金市、山武市、大網白里市、茂原市、成田市、香取市、神崎町、千葉市花見川区・若葉区・緑区 | 戸建                                       |                                     |
| 多摩ケーブルネットワーク       | 東京都青梅市、羽村市、福生市、瑞穂町の一部 | 戸建 （下り最大2.5Gbps、上り最大1.25Gbps） |                                     |
| 河口湖有線テレビ放送           | 山梨県富士河口湖町 | 戸建                                       |                                     |
| エヌ・シイ・ティ               | 新潟県長岡市、三条市、見附市、小千谷市、燕市、柏崎市、加茂市、魚沼市、南魚沼市、十日町市、田上町、出雲崎町、湯沢町 | 戸建                                       | 戸建                                |
| 上越ケーブルビジョン           | 新潟県上越市、妙高市、十日町市十日町地区 | 戸建                                       |                                     |
| 上田ケーブルビジョン           | 長野県上田市（菅平高原・丸子地域・武石地域除く）、東御市、坂城町、青木村の一部 | 戸建                                       |                                     |
| エコーシティー・駒ヶ岳         | 長野県駒ヶ根市、飯島町、宮田村、中川村 | 戸建                                       | 戸建                                |
| Goolight                       | 長野県須坂市、小布施町、高山村 | 戸建                                       |                                     |
| エルシーブイ                   | 長野県諏訪市、茅野市、岡谷市、下諏訪町、原村、富士見町、辰野町、塩尻市（北小野） | 戸建                                       |                                     |
| シーシーエヌ                   | 岐阜県岐阜市、関市、美濃市、羽島市、各務原市川島、瑞穂市、岐南町、笠松町、北方町、山県市 | 戸建                                       |                                     |
| ケーブルテレビ可児             | 岐阜県可児市、御嵩町 | 戸建                                       |                                     |
| 大垣ケーブルテレビ             | 岐阜県大垣市、海津市、池田町、神戸町、垂井町、関ケ原町、揖斐川町 | 戸建                                       |                                     |
| CCNet                          | 三重県川越町、朝日町、桑名市多度町 愛知県春日井市、小牧市、犬山市、扶桑町、大口町、名古屋市緑区、豊明市、日進市、東郷町、豊川市 岐阜県各務原市、美濃加茂市、川辺町、八百津町、白川町、養老町、本巣市                                                                                    | 戸建 マンション                            |                                     |
| CCNet                          | 愛知県春日井市、小牧市、犬山市、扶桑町、大口町、名古屋市緑区、豊明市、日進市 岐阜県白川町 |                                            | 戸建                                |
| ひまわりネットワーク           | 愛知県豊田市、みよし市、長久手市、蒲郡市、幸田町 岐阜県多治見市、土岐市、瑞浪市 | 戸建                                       |                                     |
| TOKAIケーブルネットワーク      | 静岡県富士市、富士宮市、沼津市、静岡市（旧蒲原町、由比町）、三島市、裾野市、御殿場市、清水町、長泉町、伊豆の国市、函南町、焼津市、藤枝市、伊豆市の一部、小山町の一部、島田市、吉田町 | 戸建 マンション                            | 戸建 （上り最大1Gbps）              |
| キャッチネットワーク           | 愛知県刈谷市、安城市、高浜市、知立市、碧南市、西尾市 | 戸建 マンション                            | 戸建 マンション                     |
| 知多メディアスネットワーク     | 愛知県東海市、大府市、知多市、東浦町、名古屋市・阿久比町の一部 | 戸建 マンション                            | 戸建 マンション                     |
| スターキャット                 | 愛知県名古屋市中区、千種区、東区、北区、西区、中村区、昭和区、瑞穂区、熱田区、中川区、港区、南区、名東区、天白区、北名古屋市、岩倉市、江南市、豊山町、清須市西枇杷島町・春日 | 戸建 マンション                            |                                     |
| グリーンシティケーブルテレビ   | 愛知県名古屋市守山区、尾張旭市、瀬戸市 | 戸建                                       |                                     |
| 知多半島ケーブルネットワーク   | 愛知県常滑市、武豊町、美浜町、南知多町（日間賀島、篠島を除く） | 戸建 マンション                            |                                     |
| 西尾張シーエーティーヴィ       | 愛知県津島市、愛西市、弥富市、稲沢市（旧平和町）、あま市、蟹江町、大治町、清須市 | 戸建                                       | 戸建                                |
| シー・ティー・ワイ             | 三重県四日市市、いなべ市、桑名市（長島町のみ）、菰野町、木曽岬町 | 戸建 マンション                            | 戸建 マンション                     |
| ケーブルネット鈴鹿             | 三重県鈴鹿市 | 戸建 マンション                            | 戸建 マンション                     |
| 伊賀上野ケーブルテレビ         | 三重県伊賀市（旧青山町を除く） | 戸建                                       | 戸建                                |
| アドバンスコープ               | 三重県名張市、伊賀市（旧青山町） | 戸建                                       |                                     |
| 射水ケーブルネットワーク       | 富山県射水市、高岡市の一部 | 戸建 マンション                            | 戸建                                |
| ケーブルテレビ富山             | 富山県富山市（旧婦中町、山田村を除く）、舟橋村 | 戸建                                       |                                     |
| 新川インフォメーションセンター | 富山県魚津市 | 戸建                                       |                                     |
| となみ衛星通信テレビ           | 富山県礪波市、南砺市、小矢部市 | 戸建                                       |                                     |
| 高岡ケーブルネットワーク       | 富山県高岡市（牧野地区を除く） | 戸建                                       |                                     |
| TAM                            | 富山県滑川市、立山町、上市町 | 戸建 （下り最大2Gbps）                     |                                     |
| テレビ小松                     | 石川県小松市、能美市 | 戸建 マンション                            |                                     |
| あさがおテレビ                 | 石川県白山市（一部エリアを除く）、能美市和佐谷町 | 戸建                                       |                                     |
| KCN京都                        | 京都府精華町、笠置町、南山城村、木津川市、京田辺市、城陽市、宇治市、久御山町の一部 | 戸建 マンション（精華町、木津川市の一部）  |                                     |
| KCN京都                        | 京都府精華町の一部、笠置町、南山城村、木津川市の一部、京田辺市の一部、城陽市の一部、宇治市の一部、久御山町の一部 |                                            | 戸建 マンション                     |
| テレビ岸和田                   | 大阪府岸和田市、忠岡町 | 戸建 マンション                            | 戸建 マンション                     |
| ベイ・コミュニケーションズ     | 大阪府大阪市福島区、西淀川区、港区、大正区、此花区、西区、浪速区、西成区、住之江区、北区・中央区の一部、 兵庫県尼崎市、西宮市、伊丹市 | 戸建                                       |                                     |
| 近鉄ケーブルネットワーク       | 奈良県奈良市（旧月ヶ瀬村、都祁村は除く）、大和高田市、大和郡山市、天理市、橿原市、桜井市、五條市（旧西吉野村、大塔村は除く）、御所市、生駒市、香芝市、葛城市、平群町、三郷町、斑鳩町、安堵町、川西町、三宅町、田原本町、高取町、明日香村、上牧町、王寺町、広陵町、河合町 大阪府四條畷市 | 戸建 マンション                            | 戸建                                |
| こまどりケーブル               | 奈良県宇陀市、大淀町、上北山村、川上村、黒滝村、五條市（西吉野地区、大塔地区、生子町）、下市町、下北山村、曽爾村、天川村、十津川村、奈良市（旧月ヶ瀬村、都祁村）、野迫川村、東吉野村、御杖村、山添村、吉野町                                                                            | 戸建                                       |                                     |
| 出雲ケーブルビジョン           | 島根県出雲市（旧平田市、10ギガは旧平田市・多伎町を除く） | 戸建                                       | 戸建                                |
| 玉島テレビ放送                 | 岡山県倉敷市玉島地区、倉敷市船穂町地区 | 戸建                                       |                                     |
| Kビジョン                      | 山口県下松市、光市、周南市熊毛地区、平生町、上関町 | 戸建                                       |                                     |
| KBN                            | 香川県坂出市、宇多津町、善通寺市 | 戸建 マンション（坂出市、宇多津町）        | 戸建 マンション（坂出市、宇多津町） |
| 長崎ケーブルメディア           | 長崎県長崎市、西海市、時津町、長与町 | 戸建 マンション                            | 戸建 マンション                     |
| ケーブルメディアワイワイ       | 宮崎県延岡市、日向市、門川町、川南町、都農町 | 戸建                                       |                                     |

## 沿革
- 2015年1月29日：「ドコモ光」および「ドコモ光パック」を提供開始の報道発表[10]
- 2015年2月16日：ドコモ光、事前受付開始[10]
- 2015年3月1日：ドコモ光、提供開始[10]
- 2015年4月22日：dTVターミナル発売開始／「dTV」ブランドがスタート
- 2015年6月1日：ISP料金一体型（タイプB）提供開始
- 2015年9月3日：ひかりTV対応チューナーがdTVに対応
- 2015年12月21日：ドコモ光、100万件突破
- 2016年3月1日：ドコモ光ミニ提供開始
- 2016年4月18日：熊本地震に係る支援措置発表
- 2016年4月20日：ドコモ光電話／ドコモ光テレビオプション提供開始
- 2016年5月：光☆複数割適用開始
- 2016年6月22日：ドコモ光、200万件突破
- 2016年12月1日：ドコモ光 タイプC（現：ドコモ光 1ギガ タイプC）提供開始
- 2017年1月14日：ドコモ光、300万件突破
- 2017年2月15日：ドコモ光ルーター01発売と光ルーターセキュリティ開始
- 2017年5月8日：ネットトータルサポート　光リモートサポートを拡充
- 2020年4月1日：ドコモ光 10ギガ提供開始（東京都23区の一部）[11]
- 2024年3月1日：ドコモ光 10ギガ タイプC提供開始[12]